# 芭芭拉·恩瓦巴
芭芭拉·恩瓦巴（英語：Barbara Nwaba，1989年1月18日—），生于加利福尼亚州洛杉矶，美国女子田径运动员，2016年世界室内田径锦标赛女子五项全能铜牌得主。其父母均為尼日利亞移民。